# Marcelo Arévalo
Marcelo Arévalo González (* 17. října 1990 Sonsonate) je salvadorský profesionální tenista. V letech 2024–2025 byl světovou jedničkou ve čtyřhře, kterou se stal jako první Salvadorec bez rozdílu soutěže a šedesátá pátá jednička od zavedení deblového žebříčku ATP. Do čela se posunul jako první deblová jednička ze Střední Ameriky. Se spoluhráčem Pavićem vystoupali na vrchol společně jako třináctý pár. V jediném období na čele strávil 40 týdnů.
Na grandslamu zvítězil ve čtyřhře French Open 2022 s Jeanem-Julienem Rojerem a French Open 2024 po boku Mateho Paviće. Stal se tak prvním šampionem mužské grandslamové čtyřhry ze Střední Ameriky. Ve své dosavadní kariéře na okruhu ATP Tour vyhrál šestnáct deblových turnajů včetně pěti Mastersů. Na challengerech ATP a okruhu ITF získal čtrnáct titulů ve dvouhře a třicet šest ve čtyřhře.
Na žebříčku ATP byl ve dvouhře nejvýše klasifikován v červenci 2018 na 139. místě a ve čtyřhře pak v listopadu 2024 na 1. místě. Trénují ho Yari Bernardo a Carlos Teixeira. Připravuje se v Salvadoru a ve floridském Miami.
V salvadorském daviscupovém týmu debutoval v roce 2005 baráží 3. skupiny Americké zóny proti Hondurasu, v níž prohrál úvodní dvouhru s Carlosem Caceresem. Honduras zvítězil 2:0 na zápasy. Do června 2025 v soutěži nastoupil k třiceti osmi mezistátním utkáním s bilancí 39–19 ve dvouhře a 21–15 ve čtyřhře.

## Soukromý život
O čtyři roky starší bratr Rafael Arévalo se v roce 2008 stal prvním salvadorským tenistou na olympijských hrách. Marcelo Arévalo hrál v letech 2010–2011 univerzitní tenis za oklahomskou University of Tulsa, kde studoval management. Ze Středoamerických a karibských her 2010 v portorickém Mayagüezu si odvezl bronzovou medaili z dvouhry. V červenci 2019 vstoupil do manželství se Slovenkou Lucií Kovarčíkovou.

## Tenisová kariéra
V rámci událostí okruhu ITF debutoval v lednu 2007, když na turnaji v San Salvadoru podlehl v úvodním úvodním kole Guatemalci Israeli Morálesovi. Během listopadu 2009 získal první ITF titul v mexickém Puerto Vallarta po finálové výhře nad Moldavanem Romanem Borvanovem z deváté světové stovky. Premiérovou singlovou trofej na challengerech si odvezl ze zářijového Open Bogotá 2017. Do závěrečného utkání postoupil přes nejvýše nasazeného, devadesátého muže žebříčku Víctora Estrellu Burgose. V boji o titul pak přehrál kolumbijského hráče Daniela Elahija Galána z třetí stovky klasifikace.

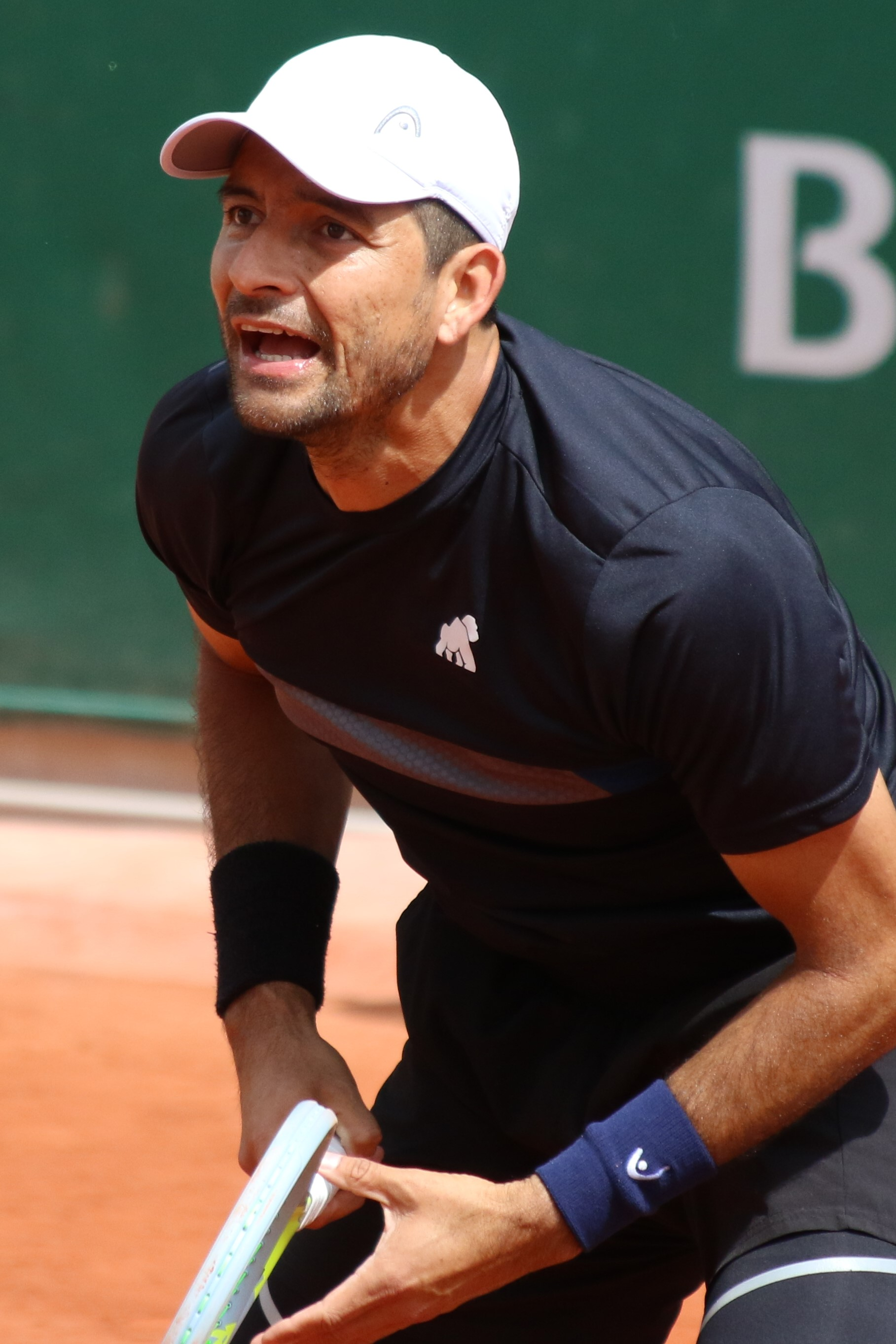
Na Monte-Carlo Masters 2022

Do premiérového finále na okruhu ATP Tour postoupil ve čtyřhře Hall of Fame Tennis Championships 2018 v rhodeislandském Newportu. S Mexičanem Miguelem Ángelem Reyesem-Varelou však uhráli jen tři gamy na izraelsko-novozélandský pár Jonatan Erlich a Artem Sitak. První titul poté vybojovali na mexickém Los Cabos Open 2018, kde v rozhodujícím zápasu porazili americko-australskou dvojici Taylor Fritz a Thanasi Kokkinakis. Na newportském Hall of Fame Open 2019 odešli opět z finále poraženi poté, co nenašli recept na Španěla Marcel Granollers s Ukrajincem Serhijem Stachovským. 
Debut v hlavní soutěži nejvyšší grandslamové kategorie zaznamenal v mužském deblu Wimbledon 2016. S Venezuelanem Robertem Maytínem zvládli londýnskou kvalifikační soutěž. V úvodním kole čtyřhry však podlehli rusko-ukrajinskému páru Konstantin Kravčuk a Denys Molčanov. V první fázi deblové soutěže ve Wimbledonu 2018 vyřadil s Chilanem Hansem Podlipnikem-Castillem britskou dvojici Jay Clarke a Cameron Norrie po pětisetové bitvě rozložené do tří dnů a trvající 5.02 hodiny. Závěrečný set skončil poměrem her 22–20.
První grandslam vybojoval ve čtyřhře French Open 2022 po boku Nizozemce Jeana-Juliena Rojera. V tříhodinovém finále přehráli chorvatsko-americkou dvojici Ivan Dodig a Austin Krajicek po třísetovém průběhu. V závěru druhé sady, za stavu her 5–6, přitom odvrátili tři mečboly. Po únorových triumfech na Dallas Open 2022 a Delray Beach Open 2022 získali třetí společnou trofej. Arévalo se stal prvním vítězem mužské grandslamové čtyřhry ze Střední Ameriky. Na French Open 2024 triumfoval s Chorvatem Matem Pavićem. V souboji o titul zdolali italské turnajové jedenáctky Simone Bolelliho s Andreou Vavassorim ve dvou sadách. Italy porazili i ve čtvrtém vzájemném duelu. Od navázání spolupráce v lednu 2024 získal s Pavićem třetí společnou trofej, jíž navázali na vítězství na Hong Kong Open a Geneva Open. Z pozice nejvýše nasazených se s Matem Pavićem probojovali do finále čtyřhry Turnaje mistrů, turínského ATP Finals 2024. V něm však podlehli Němcům Kevinu Krawietzovi a Timu Pützovi po nezvládnutí obou tiebreaků.
V pozici deblových světových jedniček s Pavićem vyhráli BNP Paribas Open v Indian Wells i navazující Miami Open 2025. Stali se tak šestým mužským párem, který získal Sunshine Double označující zisk obou amerických Mastersů v jedné sezóně. V indianwellském finále porazili Američana Sebastiana Kordu s Australanem Jordanem Thompsonem. V soutěži vyřadili čtyři dvojice složené ze singlistů první světové padesátky. Na miamském Hard Rock Stadium pak v souboji o titul zdolali šesté nasazené Brity Juliana Cashe s Lloydemi Glasspoolem. V Indian Wells i Miami byl prvním středoamerickým šampionem napříč soutěžemi. Ve čtvrtfinále srpnových Mastersů, National Bank Open a Cincinnati Open 2025, s Pavićem podlehli Salisburymu s Nealem Skupskim. Ztráta bodů znamenala, že v následném vydání žebříčku, z 18. srpna 2025, opustili pozici světových deblových jedniček, kterou obývali 40 týdnů od listopadu 2024.

## Finále na Grand Slamu

### Mužská čtyřhra: 2 (2–0)
| Stav  | rok  | turnaj      | povrch | spoluhráč         | soupeři ve finále               | výsledek                |
| ----- | ---- | ----------- | ------ | ----------------- | ------------------------------- | ----------------------- |
| Vítěz | 2022 | French Open | antuka | Jean-Julien Rojer | Ivan Dodig Austin Krajicek      | 6–7(4–7), 7–6(7–5), 6–3 |
| Vítěz | 2024 | French Open | antuka | Mate Pavić        | Simone Bolelli Andrea Vavassori | 7–5, 6–3                |

### Smíšená čtyřhra: 1 (0–1)
| Stav      | rok  | turnaj  | povrch | spoluhráčka       | soupeři ve finále                 | výsledek |
| --------- | ---- | ------- | ------ | ----------------- | --------------------------------- | -------- |
| Finalista | 2021 | US Open | tvrdý  | Giuliana Olmosová | Desirae Krawczyková Joe Salisbury | 5–7, 2–6 |

## Finále na Turnaji mistrů

### Čtyřhra: 1 (1–0)
| Stav      | rok  | turnaj        | povrch    | spoluhráč  | soupeři ve finále       | výsledek finále    |
| --------- | ---- | ------------- | --------- | ---------- | ----------------------- | ------------------ |
| Finalista | 2024 | Turín, Itálie | tvrdý (h) | Mate Pavić | Kevin Krawietz Tim Pütz | 6–7(5–7), 6–7(6–8) |

## Finále na okruhu ATP Tour

### Čtyřhra: 23 (16–7)
| Legenda                     |
| --------------------------- |
| Grand Slam (2–0)            |
| Turnaj mistrů (0–1)         |
| ATP Tour Masters 1000 (5–2) |
| ATP Tour 500 (0–1)          |
| ATP Tour 250 (9–3)          |

| Stav      | č.  | datum         | turnaj                          | kategorie     | povrch    | spoluhráč                 | soupeři ve finále                                   | výsledek                 |
| --------- | --- | ------------- | ------------------------------- | ------------- | --------- | ------------------------- | --------------------------------------------------- | ------------------------ |
| Finalista | 1.  | červenec 2018 | Newport, Spojené státy          | ATP 250       | tráva     | Miguel Ángel Reyes-Varela | Jonatan Erlich Artem Sitak                          | 1–6, 2–6                 |
| Vítěz     | 1.  | srpen 2018    | Los Cabos, Mexiko               | ATP 250       | tvrdý     | Miguel Ángel Reyes-Varela | Taylor Fritz Thanasi Kokkinakis                     | 6–4, 6–4                 |
| Finalista | 2.  | červenec 2019 | Newport, Spojené státy          | ATP 250       | tráva     | Miguel Ángel Reyes-Varela | Marcel Granollers Serhij Stachovskyj                | 7–6(12–10), 4–6, [11–13] |
| Finalista | 3.  | únor 2020     | Santiago, Chile                 | ATP 250       | antuka    | Jonny O'Mara              | Roberto Carballés Baena Alejandro Davidovich Fokina | 6–7(3–7), 1–6            |
| Vítěz     | 2.  | srpen 2021    | Winston-Salem, Spojené státy    | ATP 250       | tvrdý     | Matwé Middelkoop          | Ivan Dodig Austin Krajicek                          | 6–7(5–7), 7–5, [10–6]    |
| Vítěz     | 3.  | únor 2022     | Dallas, Spojené státy           | ATP 250       | tvrdý (h) | Jean-Julien Rojer         | Lloyd Glasspool Harri Heliövaara                    | 7–6(7–4), 6–4            |
| Vítěz     | 4.  | únor 2022     | Delray Beach, Spojené státy     | ATP 250       | tvrdý     | Jean-Julien Rojer         | Oleksandr Nedověsov Ajsám Kúreší                    | 6–2, 6–7(5–7), [10–4]    |
| Finalista | 4.  | únor 2022     | Acapulco, Mexiko                | ATP 500       | tvrdý     | Jean-Julien Rojer         | Feliciano López Stefanos Tsitsipas                  | 5–7, 4–6                 |
| Vítěz     | 5.  | červen 2022   | French Open, Paříž, Francie     | Grand Slam    | antuka    | Jean-Julien Rojer         | Ivan Dodig Austin Krajicek                          | 6–7(4–7), 7–6(7–5), 6–3  |
| Vítěz     | 6.  | říjen 2022    | Stockholm, Švédsko              | ATP 250       | tvrdý (h) | Jean-Julien Rojer         | Lloyd Glasspool Harri Heliövaara                    | 6–3, 6–3                 |
| Vítěz     | 7.  | leden 2023    | Adelaide, Austrálie             | ATP 250       | tvrdý     | Jean-Julien Rojer         | Ivan Dodig Austin Krajicek                          | bez boje                 |
| Vítěz     | 8.  | únor 2023     | Delray Beach, Spojené státy (2) | ATP 250       | tvrdý     | Jean-Julien Rojer         | Rinky Hijikata Reese Stalder                        | 6–3, 6–4                 |
| Vítěz     | 9.  | srpen 2023    | Toronto, Kanada                 | Masters 1000  | tvrdý     | Jean-Julien Rojer         | Rajeev Ram Joe Salisbury                            | 6–3, 6–1                 |
| Vítěz     | 10. | leden 2024    | Hongkong, Čína                  | ATP 250       | tvrdý     | Mate Pavić                | Sander Gillé Joran Vliegen                          | 7–6(7–3), 6–4            |
| Finalista | 5.  | květen 2024   | Řím, Itálie                     | Masters 1000  | antuka    | Mate Pavić                | Marcel Granollers Horacio Zeballos                  | 2–6, 2–6                 |
| Vítěz     | 11. | květen 2024   | Ženeva, Švýcarsko               | ATP 250       | antuka    | Mate Pavić                | Jean-Julien Rojer Lloyd Glasspool                   | 7–6(7–2), 7–5            |
| Vítěz     | 12. | červen 2024   | French Open, Paříž, Francie (2) | Grand Slam    | antuka    | Mate Pavić                | Simone Bolelli Andrea Vavassori                     | 7–5, 6–3                 |
| Vítěz     | 13. | srpen 2024    | Cincinnati, Spojené státy       | Masters 1000  | tvrdý     | Mate Pavić                | Mackenzie McDonald Alex Michelsen                   | 6–2, 6–4                 |
| Finalista | 6.  | listopad 2024 | Turín, Itálie                   | Turnaj mistrů | tvrdý (h) | Mate Pavić                | Kevin Krawietz Tim Pütz                             | 6–7(5–7), 6–7(6–8)       |
| Vítěz     | 14. | březen 2025   | Indian Wells, Spojené státy     | Masters 1000  | tvrdý     | Mate Pavić                | Sebastian Korda Jordan Thompson                     | 6–3, 6–4                 |
| Vítěz     | 15. | duben 2025    | Miami, Spojené státy            | Masters 1000  | tvrdý     | Mate Pavić                | Julian Cash Lloyd Glasspool                         | 7–6(7–3), 6–3            |
| Finalista | 7.  | květen 2025   | Madrid, Španělsko               | Masters 1000  | antuka    | Mate Pavić                | Marcel Granollers Horacio Zeballos                  | 4–6, 4–6                 |
| Vítěz     | 16. | květen 2025   | Řím, Itálie                     | Masters 1000  | antuka    | Mate Pavić                | Sadio Doumbia Fabien Reboul                         | 6–4, 6–7(6–8), [13–11]   |

## Tituly na challengerech ATP a okruhu Futures
| Legenda                 |
| ----------------------- |
| Challengery (3 D; 18 Č) |
| Futures (11 D; 18 Č)    |

### Dvouhra (14 titulů)
| Č.  | datum         | turnaj                    | povrch | poražený finalista        | výsledek           |
| --- | ------------- | ------------------------- | ------ | ------------------------- | ------------------ |
| 1.  | listopad 2009 | Puerto Vallarta, Mexiko   | tvrdý  | Roman Borvanov            | 6–3, 6–3           |
| 2.  | listopad 2009 | Santa Tecla, Salvador     | antuka | Alexandros Jakupovic      | 7–6(7–2), 6–2      |
| 3.  | květen 2012   | Puebla, Mexiko            | tvrdý  | Antoine Benneteau         | 7–6(7–5), 5–7, 6–2 |
| 4.  | květen 2012   | Arequipa, Peru            | antuka | Marcelo Demoliner         | 6–4, 7–5           |
| 5.  | červen 2013   | Innisbrook, Spojené státy | antuka | Fernando Romboli          | 6–3, 7–6(7–5)      |
| 6.  | srpen 2014    | Medellín, Kolumbie        | antuka | Juan Carlos Spir          | 7–6(7–2), 6–4      |
| 7.  | únor 2015     | Guatemala, Guatemala      | tvrdý  | Christopher Díaz Figueroa | 6–3, 6–1           |
| 8.  | listopad 2015 | Guatemala, Guatemala      | tvrdý  | Juan Sebastián Gómez      | 6–2, 5–7, 6–3      |
| 9.  | prosinec 2015 | San Pedro Sula, Honduras  | tvrdý  | Christopher Díaz Figueroa | bez boje           |
| 10. | listopad 2016 | San Salvador, Salvador    | tvrdý  | Benjamin Lock             | 6–2, 6–3           |
| 11. | listopad 2016 | La Libertad, Salvador     | antuka | Bruno Sant'Anna           | 6–1, 6–2           |
| 1.  | září 2017     | Bogota, Kolumbie          | antuka | Daniel Elahi Galán        | 7–5, 6–4           |
| 2.  | duben 2018    | San Luis Potosí, Mexiko   | antuka | Roberto Cid Subervi       | 6–3, 6–7(3–7), 6–4 |
| 3.  | duben 2018    | Guadalajara, Mexiko       | tvrdý  | Christopher Eubanks       | 6–4, 5–7, 7–6(7–4) |

### Čtyřhra (36 titulů)
| Č.  | datum         | turnaj                       | povrch    | spoluhráč                 | poražení finalisté                          | výsledek                   |
| --- | ------------- | ---------------------------- | --------- | ------------------------- | ------------------------------------------- | -------------------------- |
| 1.  | listopad 2009 | Santa Tecla, Salvador        | antuka    | Rafael Arévalo            | Christopher Díaz Figueroa Julen Urigüen     | 7–6(7–5), 6–4              |
| 2.  | září 2011     | Zacatecas, Mexiko            | tvrdý     | César Ramírez             | Christopher Díaz Figueroa Sebastien Vidal   | 6–3, 6–2                   |
| 3.  | říjen 2011    | Veracruz, Mexiko             | tvrdý     | Alex Llompart             | Javier Herrera-Eguiluz Amrit Narasimhan     | 6–3, 6–0                   |
| 4.  | únor 2012     | Panamá, Panama               | antuka    | César Ramírez             | Christopher Díaz Figueroa Sebastien Vidal   | 6–1, 6–4                   |
| 5.  | květen 2012   | Arequipa, Peru               | antuka    | Marcelo Demoliner         | Andres Ceppo Felipe Mantilla                | 6–2, 6–2                   |
| 6.  | červen 2012   | Godfrey, Spojené státy       | tvrdý     | Ryan Rowe                 | Sebastien Boltz Luca Margaroli              | 6–4, 6–4                   |
| 7.  | září 2012     | Manzanillo, Mexiko           | tvrdý     | Miguel Ángel Reyes-Varela | Christopher Díaz Figueroa Darian King       | 6–1, 7–5                   |
| 8.  | květen 2013   | Guatemala, Guatemala         | tvrdý     | Christopher Díaz Figueroa | Roman Borvanov Vahid Mirzadeh               | 6–2, 7–6(7–0)              |
| 9.  | květen 2013   | Santa Tecla, Salvador        | antuka    | Vahid Mirzadeh            | Nicolás Barrientos Chris Letcher            | 6–4, 6–3                   |
| 10. | červen 2013   | Innisbrook, Spojené státy    | antuka    | Roberto Maytín            | Sekou Bangoura Eric Quigley                 | 3–6, 6–4, [10–7]           |
| 1.  | červen 2013ec | Manta, Ekvádor               | tvrdý     | Sergio Galdós             | Alejandro González Carlos Salamanca         | 6–3, 6–4                   |
| 11. | listopad 2013 | Mérida, Mexiko               | tvrdý     | Alex Llompart             | Daniel Garza Angel Peredo                   | 6–4, 7–5                   |
| 12. | únor 2014     | Guatemala, Guatemala         | tvrdý     | Christopher Díaz Figueroa | Emilio Gómez Luis David Martínez            | 6–3, 7–6(7–5)              |
| 13. | srpen 2014    | Medellín, Kolumbie           | antuka    | César Ramírez             | Cătălin Gârd Facundo Mena                   | 6–4, 6–4                   |
| 14. | prosinec 2014 | Mérida, Mexiko               | tvrdý     | Claudio Grassi            | Dennis Novikov Clay Thompson                | 6–2, 6–4                   |
| 15. | únor 2015     | Santa Tecla, Salvador        | antuka    | Luis David Martínez       | Keith-Patrick Crowley Hans Hach Verdugo     | 6–4, 6–4                   |
| 2.  | září 2015     | Barranquilla, Kolumbie       | antuka    | Sergio Galdós             | Duilio Beretta Mauricio Echazú              | 6–1, 6–4                   |
| 16. | listopad 2015 | Guatemala, Guatemala         | tvrdý     | Christopher Díaz Figueroa | Wilfredo Gonzalez Piotr Lomacki             | 7–5, 6–2                   |
| 17. | prosinec 2015 | San Pedro Sula, Honduras     | tvrdý     | Christopher Díaz Figueroa | Ivar Jose Aramburu Contreras Nicholas Reyes | 6–2, 6–1                   |
| 3.  | listopad 2016 | Bogotá, Kolumbie             | antuka    | Sergio Galdós             | Ariel Behar Gonzalo Escobar                 | 6–4, 6–1                   |
| 18. | listopad 2016 | La Libertad, Salvador        | tvrdý     | Christopher Díaz Figueroa | Pirmin Haenle Nicholas Reyes                | 6–0, 6–4                   |
| 4.  | únor 2017     | Tempe, Spojené státy         | tvrdý     | José Hernández-Fernández  | Walter Trusendi Matteo Viola                | 7–5, 2–6, [10–12]          |
| 5.  | září 2017     | Quito, Ekvádor               | antuka    | Miguel Ángel Reyes-Varela | Nicolás Jarry Roberto Quiroz                | 4–6, 6–4, [10–7]           |
| 6.  | září 2017     | Bogotá, Kolumbie             | antuka    | Miguel Ángel Reyes-Varela | Nikola Mektić Franko Škugor                 | 6–3, 3–6, [10–6]           |
| 7.  | září 2017     | Cary, Spojené státy          | tvrdý     | Miguel Ángel Reyes-Varela | Miķelis Lībietis Dennis Novikov             | 6–7(6–8), 7–6(7–1), [10–6] |
| 8.  | říjen 2017    | Cali, Kolumbie               | antuka    | Miguel Ángel Reyes-Varela | Sergio Galdós Fabrício Neis                 | 6–3, 6–4                   |
| 9.  | listopad 2017 | Guayaquil, Ekvádor           | antuka    | Miguel Ángel Reyes-Varela | Hugo Dellien Federico Zeballos              | 6–1, 6–7(7–9), [10–6]      |
| 10. | únor 2018     | San Francisco, Spojené státy | tvrdý (h) | Roberto Maytín            | Luke Bambridge Joe Salisbury                | 6–3, 6–7(5–7), [10–7]      |
| 11. | duben 2018    | San Luis Potosí, Mexiko      | antuka    | Miguel Ángel Reyes-Varela | Jay Clarke Kevin Krawietz                   | 6–1, 6–4                   |
| 12. | duben 2018    | Guadalajara, Mexiko          | tvrdý     | Miguel Ángel Reyes-Varela | Brydan Klein Ruan Roelofse                  | 7–6(7–3), 7–5              |
| 13. | květen 2018   | Lisabon, Portugalsko         | antuka    | Miguel Ángel Reyes-Varela | Tomasz Bednarek Hunter Reese                | 6–3, 3–6, [10–1]           |
| 14. | říjen 2018    | Monterrey, Mexiko            | tvrdý     | Džívan Nedunčežijan       | Leander Paes Miguel Ángel Reyes-Varela      | 6–1, 6–4                   |
| 15. | říjen 2018    | Las Vegas, Spojené státy     | tvrdý     | Roberto Maytín            | Robert Galloway Nathan Pasha                | 6–3, 6–3                   |
| 16. | duben 2019    | San Luis Potosí, Mexiko      | antuka    | Miguel Ángel Reyes-Varela | Ariel Behar Roberto Quiroz                  | 1–6, 6–4, [12–10]          |
| 17. | srpen 2019    | Aptos, Spojené státy         | tvrdý     | Miguel Ángel Reyes-Varela | Nathan Pasha Max Schnur                     | 5–7, 6–3, [10–8]           |
| 18. | říjen 2020    | Parma, Itálie                | antuka    | Tomislav Brkić            | Ariel Behar Gonzalo Escobar                 | 6-4, 6-4                   |